# Wołkowiany
Wołkowiany [pronunciación en polaco: /vɔu̯kɔˈvjanɨ/] es un pueblo ubicado en el distrito administrativo de Gmina Żbarroź, dentro del Condado de Chełm, Voivodato de Lublin, en Polonia oriental. Se encuentra aproximadamente a 3 kilómetros al noroeste de Żbarroź, a 17 kilómetros al sureste de Chełm, y a 78 kilómetros al este de la capital regional Lublin.